# Сясь (шмак)
«Сясь» — шмак Балтийского флота Русского царства, один из шести шмаков типа «Онега», участник Северной войны.

## Описание судна
Парусный шмак с деревянным корпусом один из шести судов типа «Онега», строившихся для нужд Балтийского флота на Сясьской верфи в 1703 и 1704 годах. Длина корабля составляла 21,4 метра, ширина — 6,1 метра, а осадка 2,4 метра. Экипаж судна состоял из 15 человек.

## История службы

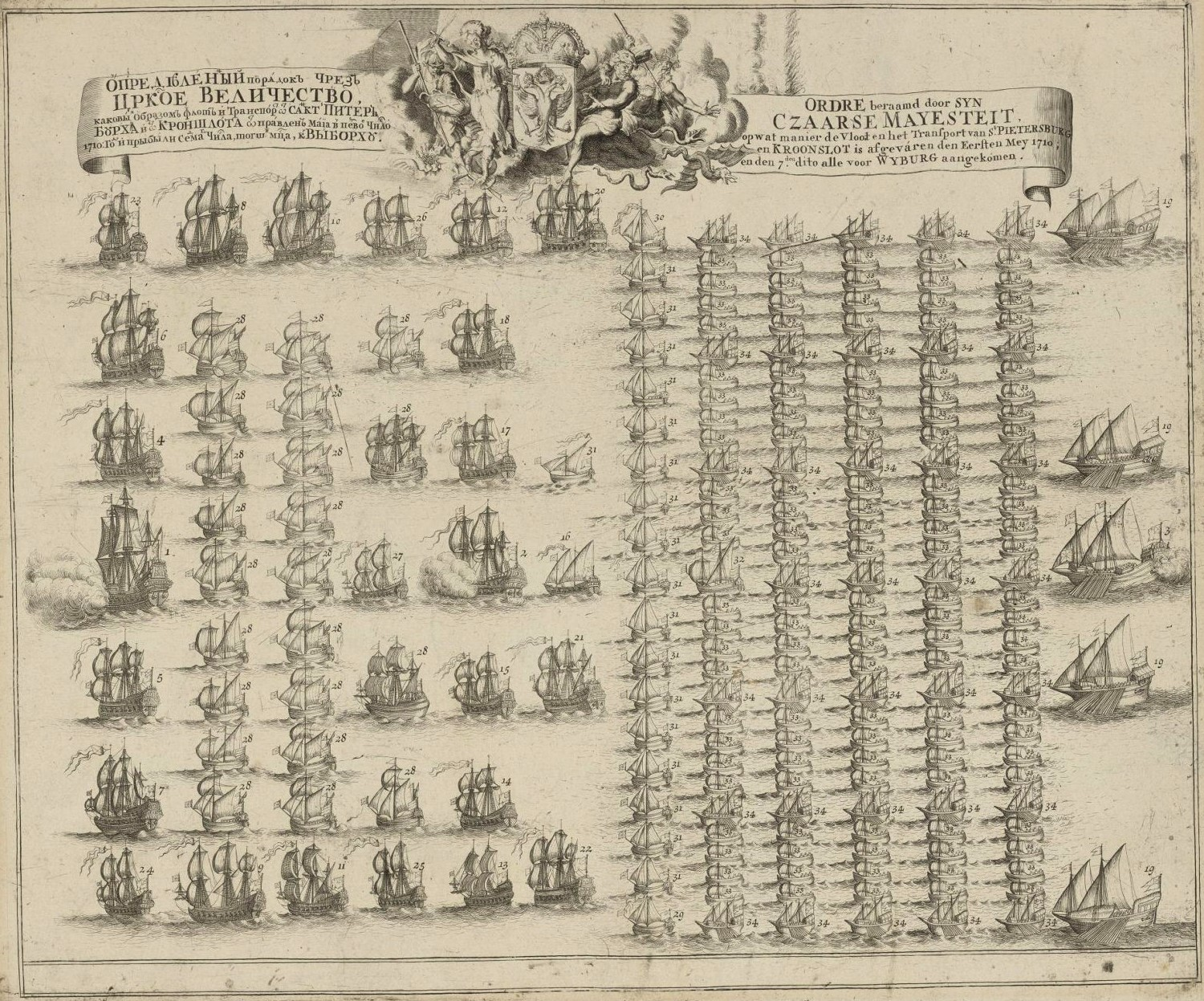
Порядок построения Балтийского флота во время похода к Выборгу

Шмак «Сясь» был заложен на стапеле Сясьской верфи в мае 1703 года и после спуска на воду в следующем 1704 году вошёл в состав Балтийского флота России.
Принимал участие в Северной войне 1700—1721 годов. Использовался для доставки провианта и материалов в приморские крепости и на суда Балтийского флота. В мае 1710 года принимал участие в ледовом походе Балтийского флота к Выборгу.
Сведений о выводе шмака из состава флота не сохранилось, последнее упоминание в 1712 году.

## Командиры шмака
Командирами шмака «Сясь» в составе Российского флота в разное время служили:
- Дериксен (1710 год);
- П. Класен (1712 год).